# Heinrich Scheele (Politiker, 1889)
Heinrich Scheele (* 8. Januar 1889 in Quelle; † nach 1933) war ein deutscher Politiker (CSVD).

## Leben
Heinrich Scheele besuchte die Volksschule und arbeitete später als Postschaffner in Brackwede. Er leistete von 1911 bis 1913 Wehrdienst beim 1. Garde-Regiment zu Fuß und nahm mit diesem von 1914 bis 1916 am Ersten Weltkrieg teil. Nachdem er mit dem Eisernen Kreuz II. Klasse ausgezeichnet worden war, diente er von 1917 bis 1918 beim Infanterie-Regiment 16. Während des Krieges wurde er dreimal verwundet. Zuletzt geriet er in französische Gefangenschaft.
Nach dem Kriegsende arbeitete Scheele erneut als Schaffner. Daneben engagierte er sich in der Jugendpflege und der Politik. Er war Gemeindeverordneter, Kreistagsabgeordneter und kirchlicher Gemeindevertreter. Zudem war er Mitglied der Reichsleitung des Christlich-Sozialen Volksdienstes und Leiter des CSVD-Bezirks für Westfalen-Ost und Lippe. Im April 1932 wurde er in den Preußischen Landtag gewählt, dem er bis zu seiner Auflösung im Oktober 1933 angehörte.